# きさポン
きさポンとは、木更津市のマスコットキャラクターである。

## プロフィール
木更津駅西口にはタヌキのイラストやモニュメントが数多く存在しており、木更津駅西口にある證誠寺が童謡「証城寺の狸ばやし」の舞台となっている。そのような背景を受けて、木更津市制施行70周年を記念して誕生したマスコットキャラクターである。タヌキをモチーフにしている。
愛称が決定した2012年7月2日が誕生日である。名前は木更津の「きさ」とタヌキがお腹をたたく様子の「ポン」から「きさポン」と命名された。この名称は市内の小学生が考案したものである。きさポンのへそにあるマークは、人と人とのつながりは無限に広がっていることを表す「∞（無限大）」の記号が用いられている。
きさポンの着ぐるみは無料で貸し出しが行われている。LINEスタンプやポロシャツ、飲料品など、様々なグッズ展開がされている。